# News of the World Darts Championship 1950
Die News of the World Darts Championship 1950 (offiziell: "News of the World" Individual Darts Championship of England and Wales) war ein Dartsturnier, das am 15. April 1950 in der Empress Hall (Earls Court, London) ausgetragen und durch die Boulevardzeitung News of the World gesponsert wurde. Es handelte sich um die dritte Auflage des Turniers als nationale Meisterschaft. Teilnahmeberechtigt waren die acht Gewinner der regionalen Meisterschaften der Saison 1949/50, die in England (Eastern Counties, Lancashire & Cheshire, London & Home Counties, Midland Counties, North of England, Western Counties und Yorkshire) sowie in Wales stattfanden.
Turniersieger wurde Dixie Newberry (The Albert Inn, Hitchin), der im Finale Ronnie Ridley (King Edward Hotel, Newcastle upon Tyne) besiegen konnte. Als walisischer Regionalmeister nahm Terry Hartson (Llanbradach Hotel, Treforest) an der Veranstaltung teil.

## Turnierplan
Die Teilnehmer und Ergebnisse sind nicht vollständig bekannt.

|  | Viertelfinale (Best of 3 Legs) | Viertelfinale (Best of 3 Legs) |                |   | Halbfinale (Best of 3 Legs) | Halbfinale (Best of 3 Legs) |  |  | Finale (Best of 3 Legs) | Finale (Best of 3 Legs) |
|  |                                |                                |                |   |                             |                             |  |  |                         |                         |
|  | Harry Minshull                 | 2                              |                |   |                             |                             |  |  |                         |                         |
|  | Howard Pearce                  | 1                              |                |   |                             |                             |  |  |                         |                         |
|  | Howard Pearce                  | 1                              | Harry Minshull |   |                             |                             |  |  |                         |                         |
|  |                                |                                |                |   |                             |                             |  |  |                         |                         |
|  |                                | Ronnie Ridley                  | 2              |   |                             |                             |  |  |                         |                         |
|  | Ronnie Ridley                  | Ronnie Ridley                  | 2              | 2 |                             |                             |  |  |                         |                         |
|  | Ronnie Ridley                  |                                |                | 2 |                             |                             |  |  |                         |                         |
|  | /                              |                                |                |   |                             |                             |  |  |                         |                         |
|  |                                |                                | Ronnie Ridley  | 0 |                             |                             |  |  |                         |                         |
|  |                                | Dixie Newberry                 | 2              |   |                             |                             |  |  |                         |                         |
|  | Dixie Newberry                 | 2                              |                |   |                             |                             |  |  |                         |                         |
|  | /                              |                                |                |   |                             |                             |  |  |                         |                         |
|  | Dixie Newberry                 | 2                              |                |   |                             |                             |  |  |                         |                         |
|  | Dixie Newberry                 | 2                              |                |   |                             |                             |  |  |                         |                         |
|  |                                | Wallace Quinton                |                |   |                             |                             |  |  |                         |                         |
|  | Wallace Quinton                | 2                              |                |   |                             |                             |  |  |                         |                         |
|  | Wallace Quinton                | 2                              |                |   |                             |                             |  |  |                         |                         |
|  | /                              |                                |                |   |                             |                             |  |  |                         |                         |